# کاترین
کاترین (به انگلیسی: Katherine) یکی از پنج ناحیه واقع در ایالت قلمرو شمالی در استرالیا است که با ایالت‌های کوئینزلند و استرالیای غربی و همچنین خلیج کارپنتاریا مرز مشترک دارد. مساحت این ناحیه در حدود ۳۳۶.۶۷۴ کیلومتر مربع است و جمعیتی در حدود ۱۸.۶۴۶ نفر دارد. مرکز این ناحیه شهر کاترین است.
این ناحیه دارای آب و هوای گرم است و معمولاً با بارندگی‌های موسمی همراه است.